# Гранаткін Геннадій Іванович
Грана́ткін Генна́дій Іва́нович (18 квітня [1 травня] 1913, с. Урей, Краснослободський повіт, Пензенська губернія, Російська імперія — 19 січня 1990, м. Київ, Українська РСР, СРСР) — український радянський архітектор, член Спілки архітекторів СРСР з 1938 року. Лауреат Державної премії України в галузі науки і техніки (1983, у складі авторського колективу, за створення спортивного комплексу Республіканського стадіону в місті Києві).

## Біографія
Народився в селянській родині в с. Урей (№ 1), тепер у складі Великоуркатурського сільського поселення, Єльниківський район, Республіка Мордовія, Росія. У 1932—1938 році навчався на архітектурному факультеті Середньоазійського індустріального інституту в м. Ташкенті. У 1938—1943 роках працював у проєктних установах Ташкента.
У 1943—1945 роках у діючій армії, учасник Німецько-радянської війни, нагороджений орденом Вітчизняної війни 2 ступеня (1945).
З 1945 року — архітектор, старший архітектор, керівник бригади в проєктному інституті «Київдіпротранс» (до 1951 року — «Київтрансвузолпроект»), з 1960 року — головний архітектор проєкту в Інституті експериментального проєктування Академії будівництва і архітектури Української РСР; з 1963 року — головний архітектор проєкту, керівник відділу в Київському зональному науково-дослідному інституті експериментального проектування житлових та громадських споруд (КиївЗНДІЕП).
Помер 19 січня 1990 року в Києві, похований на Совському кладовищі.

## Творчість
Архітектор — автор проєктів (у складі творчих колективів):
- житловий будинок на 50 квартир і літній кінотеатр в Ташкенті (1939—1940),
- поліклініка у Вінниці (1946),
- вокзали на станціях Чернігів (1948), ім. Тараса Шевченка (1952), Унгени (1953), Знам'янка (1954), Слобідка (1954), адміністративна будівля управління Одеської залізниці (1955), Чоп (1956), Брест-Центральний (1957), Магнітогорськ (1959) (усі в співавторстві),
- станції метро «Хрещатик»[2], «Арсенальна»[3], «Дніпро»[4] (всі у співавторстві, 1960),
- житлові будинки серії 1-438А[5],
- гуртожитки на 400 та 500 місць у Києві (Сормовська вулиця, вулиця Освіти, 1957—1958).
- 17-поверхова будівля головного інформаційно-обчислювального центру Міністерства автомобільного транспорту УРСР (1975, нині — будівля Державного підприємства «Державний автотранспортний науково-дослідний і проектний інститут», Берестейський проспект, 57),
- реконструкція Республіканського стадіону у Києві в 1965—1967 роках та до Олімпійських ігор 1980 року,
- 20-поверхова будівля Міністерства легкої промисловості УРСР (1980-ті, нині — будівля Міністерства соціальної політики України, вул. Еспланадна, 8/10),
- 24-поверхова будівля інформаційно-обчислювального центру Українського управління цивільної авіації (1980-ті, нині — будівля Міністерства інфраструктури України, Берестейський проспект, 14).

## Зображення

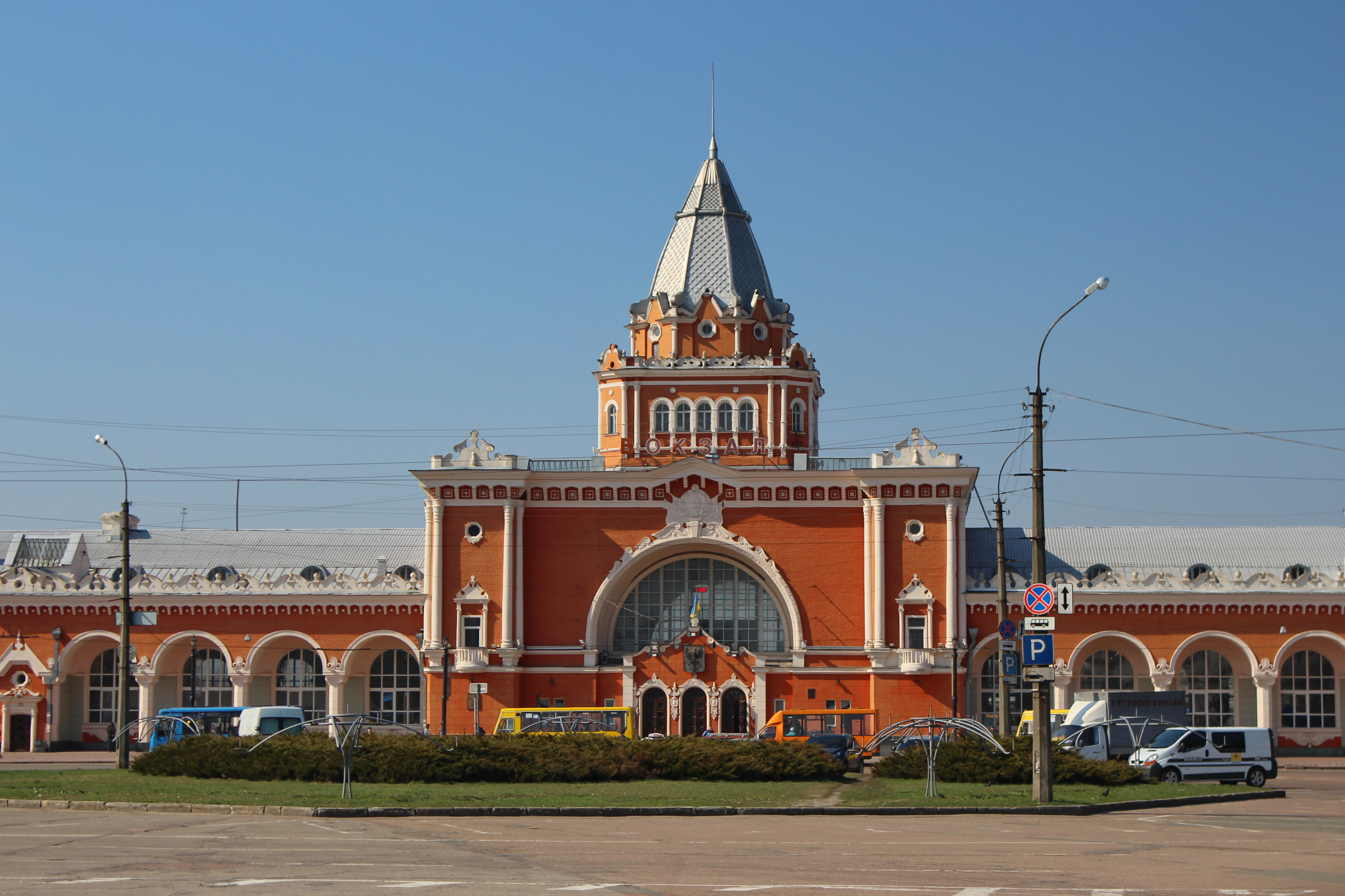
Вокзал станції Чернігів
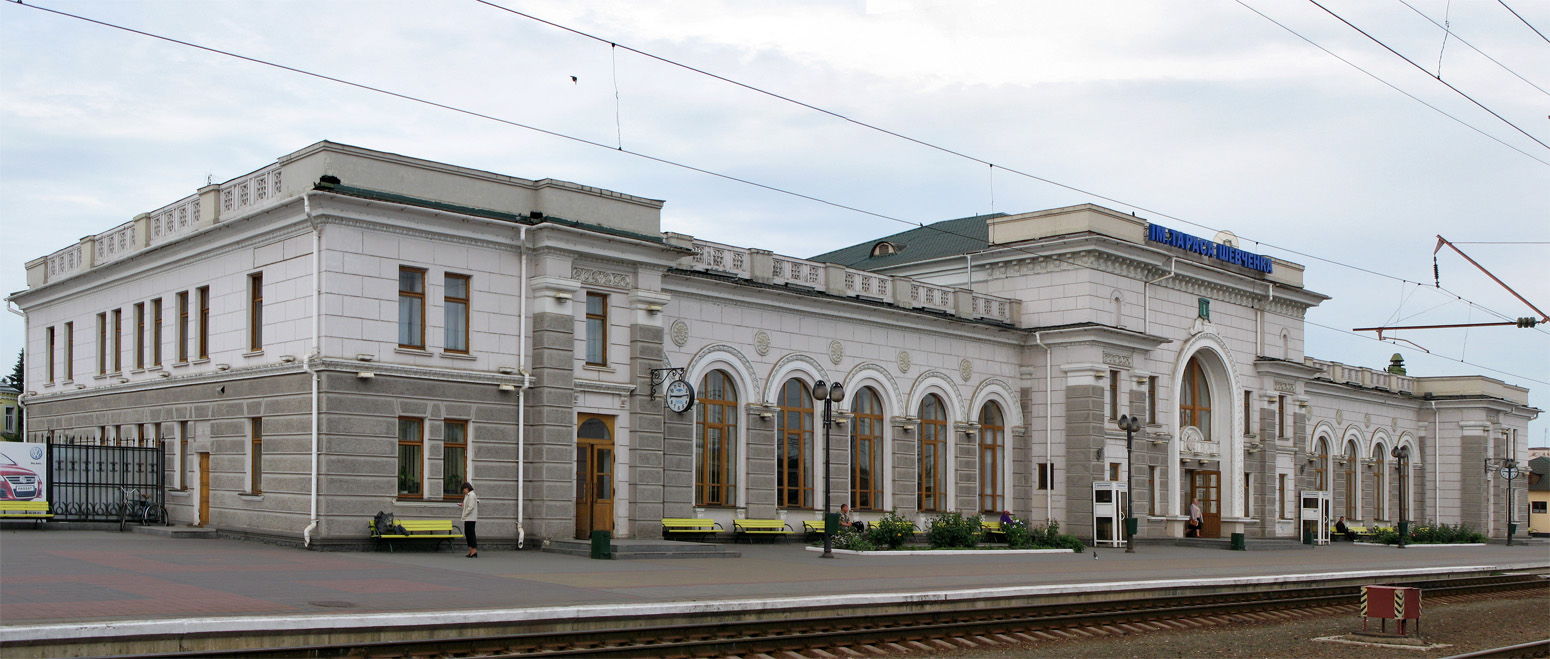
Вокзал станції ім. Тараса Шевченка
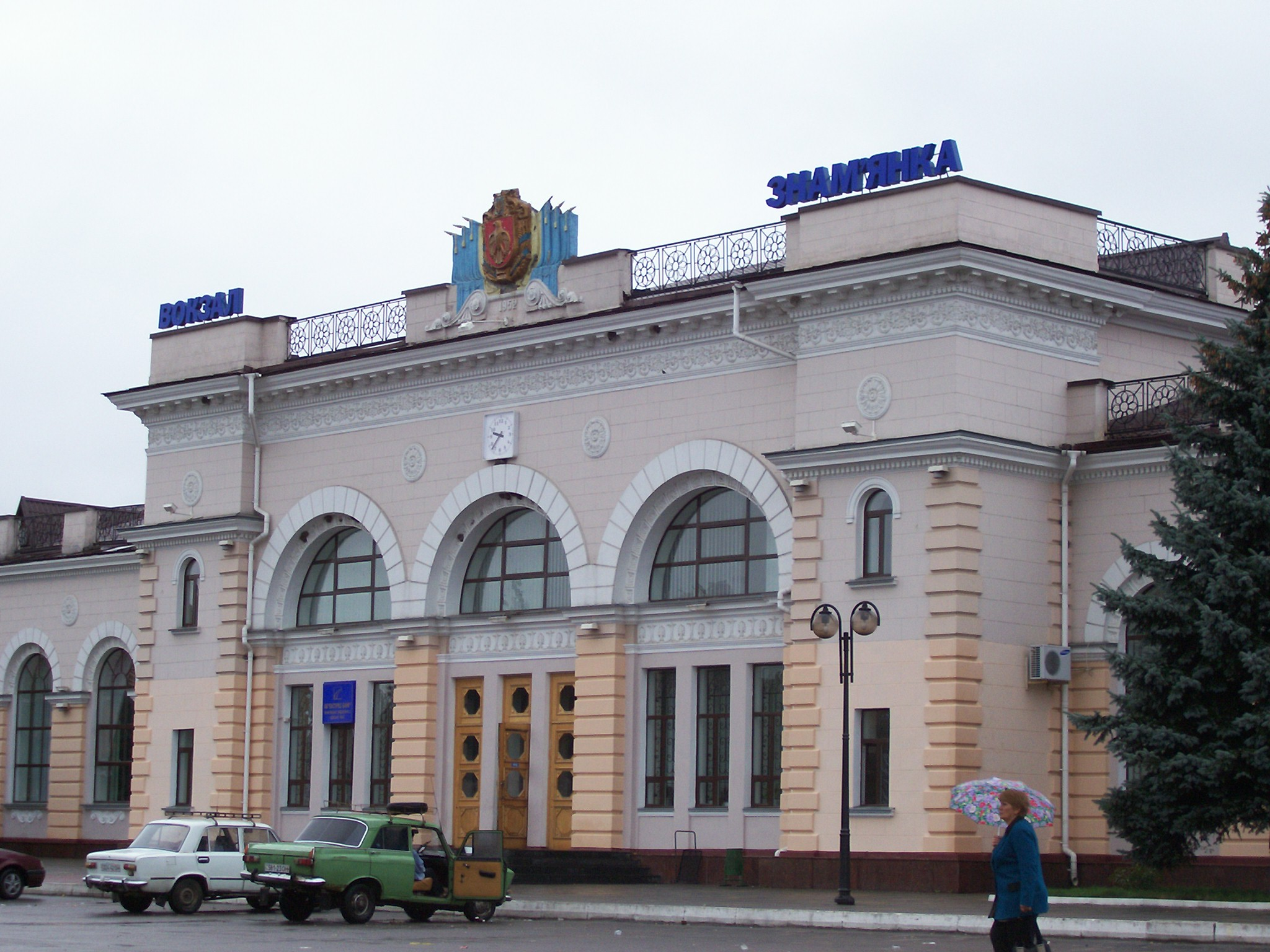
Вокзал станції Знам'янка
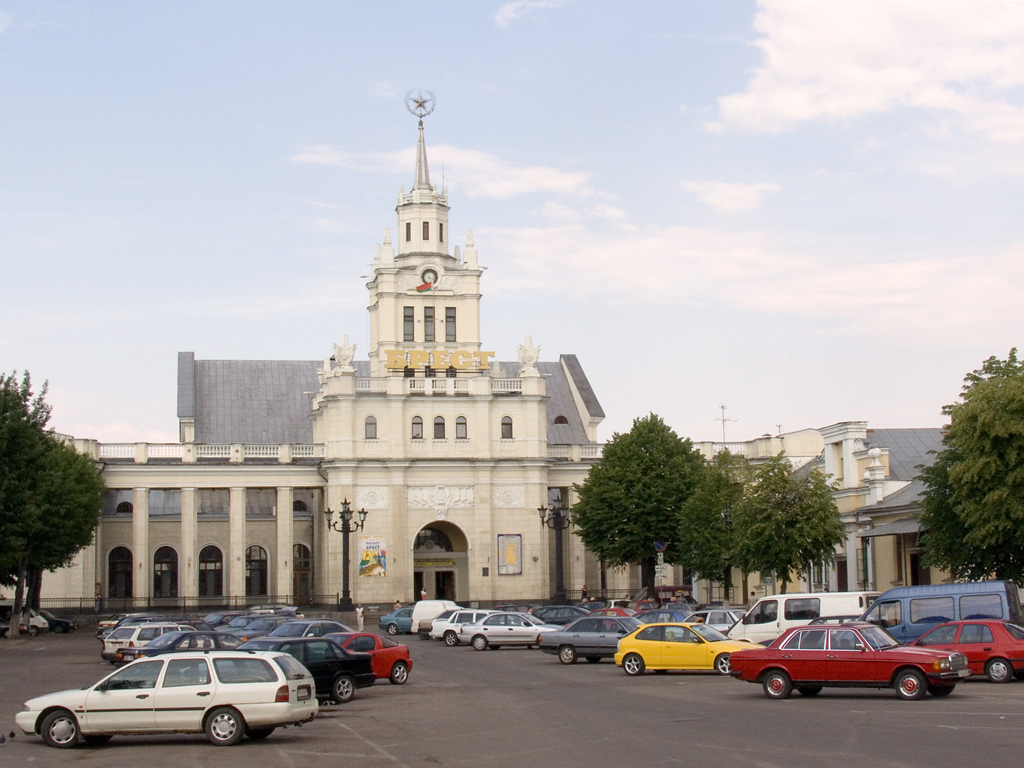
Вокзал станції Брест-Центральний
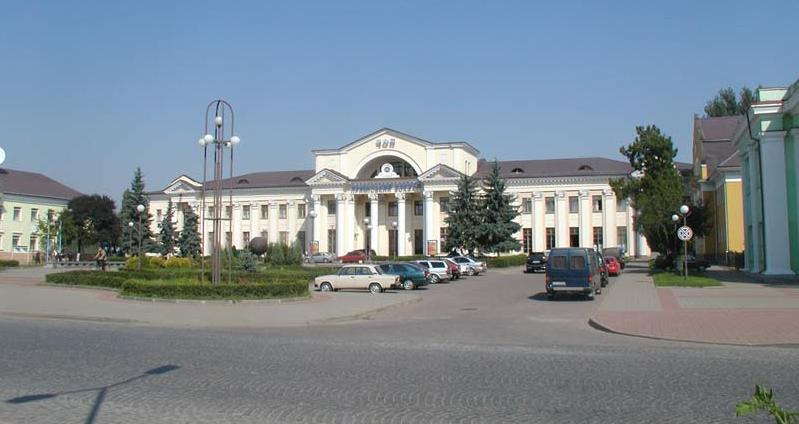
Вокзал станції Чоп

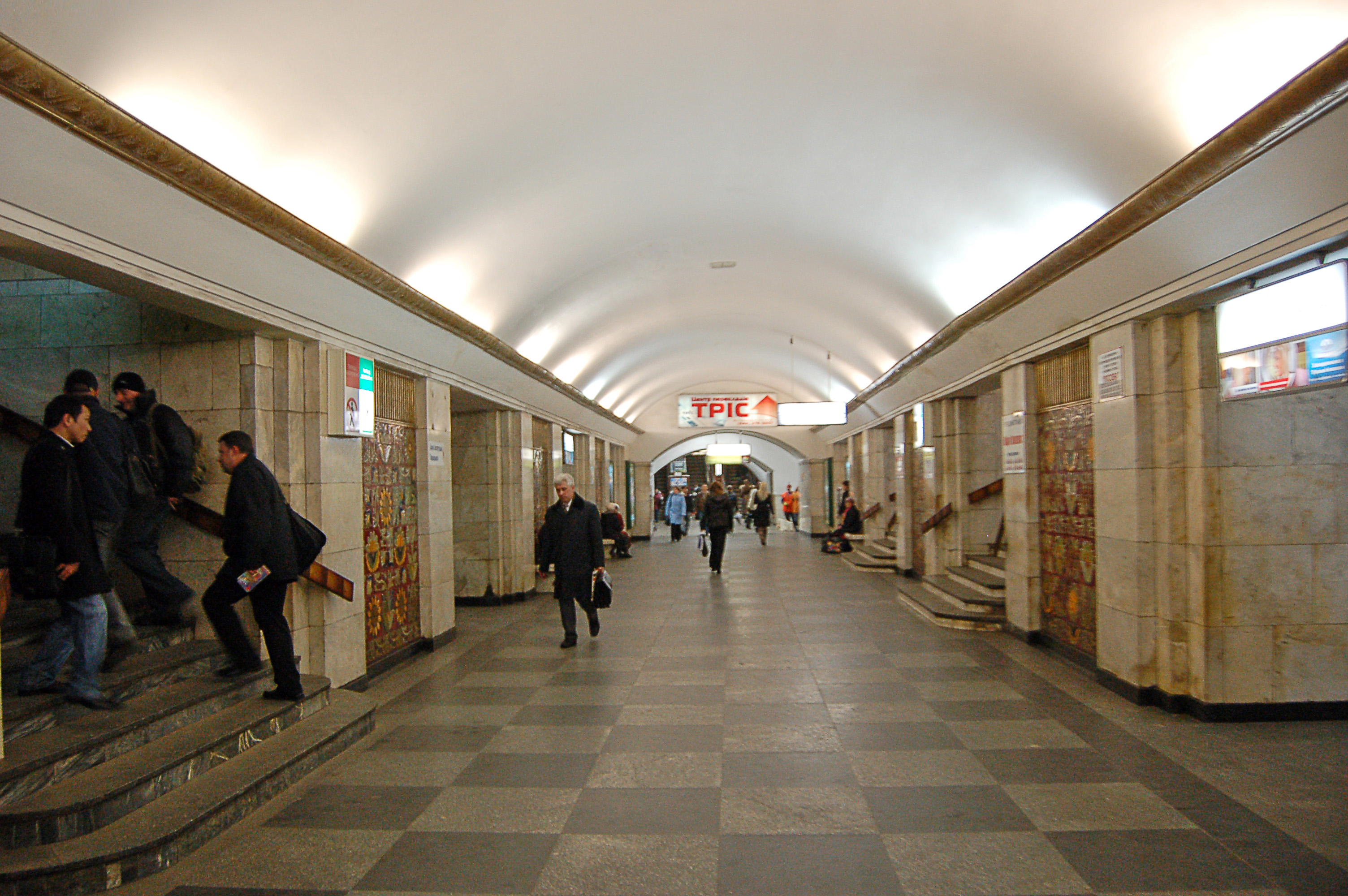
Станція метро «Хрещатик»
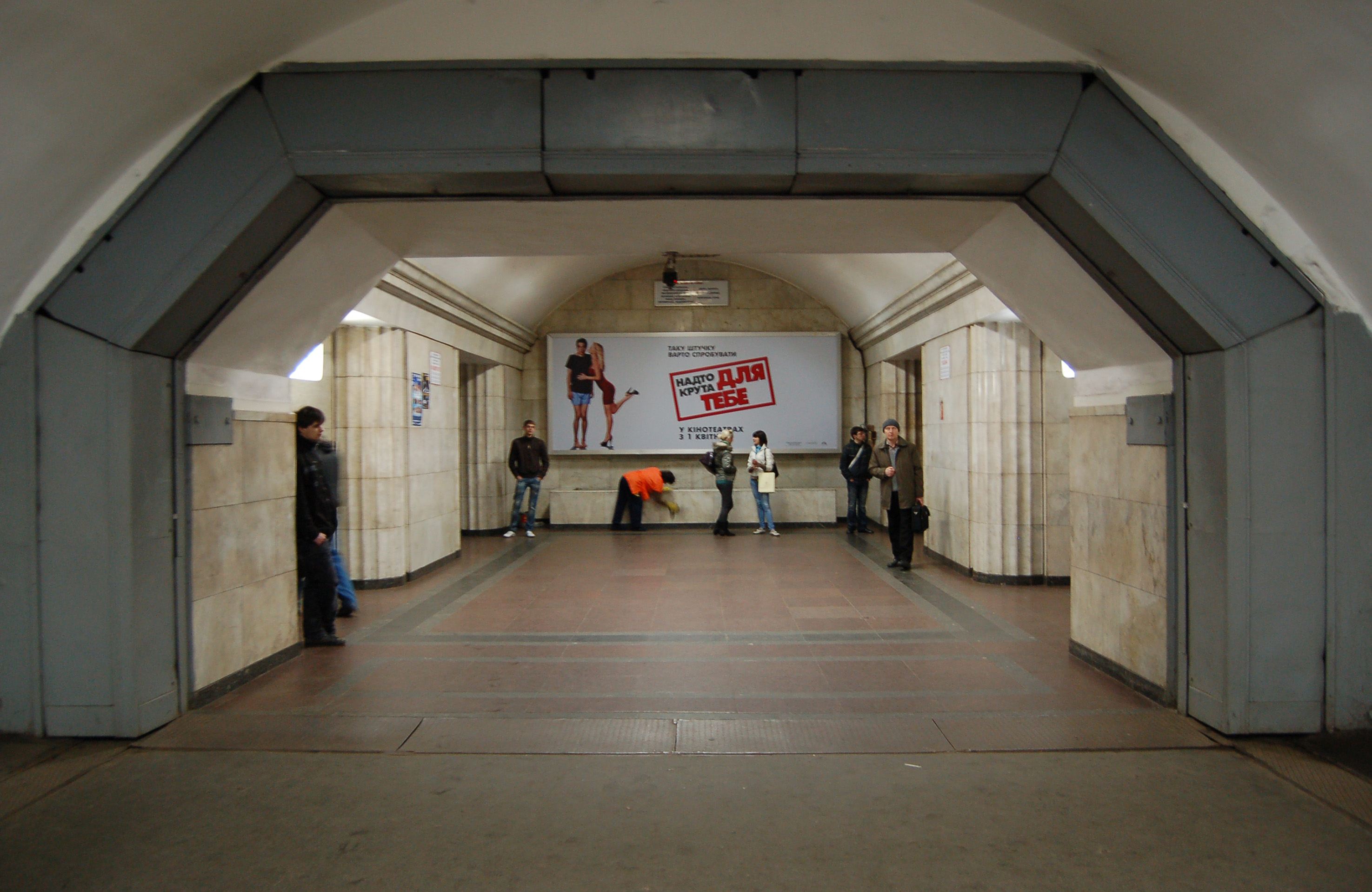
Станція метро «Арсенальна»
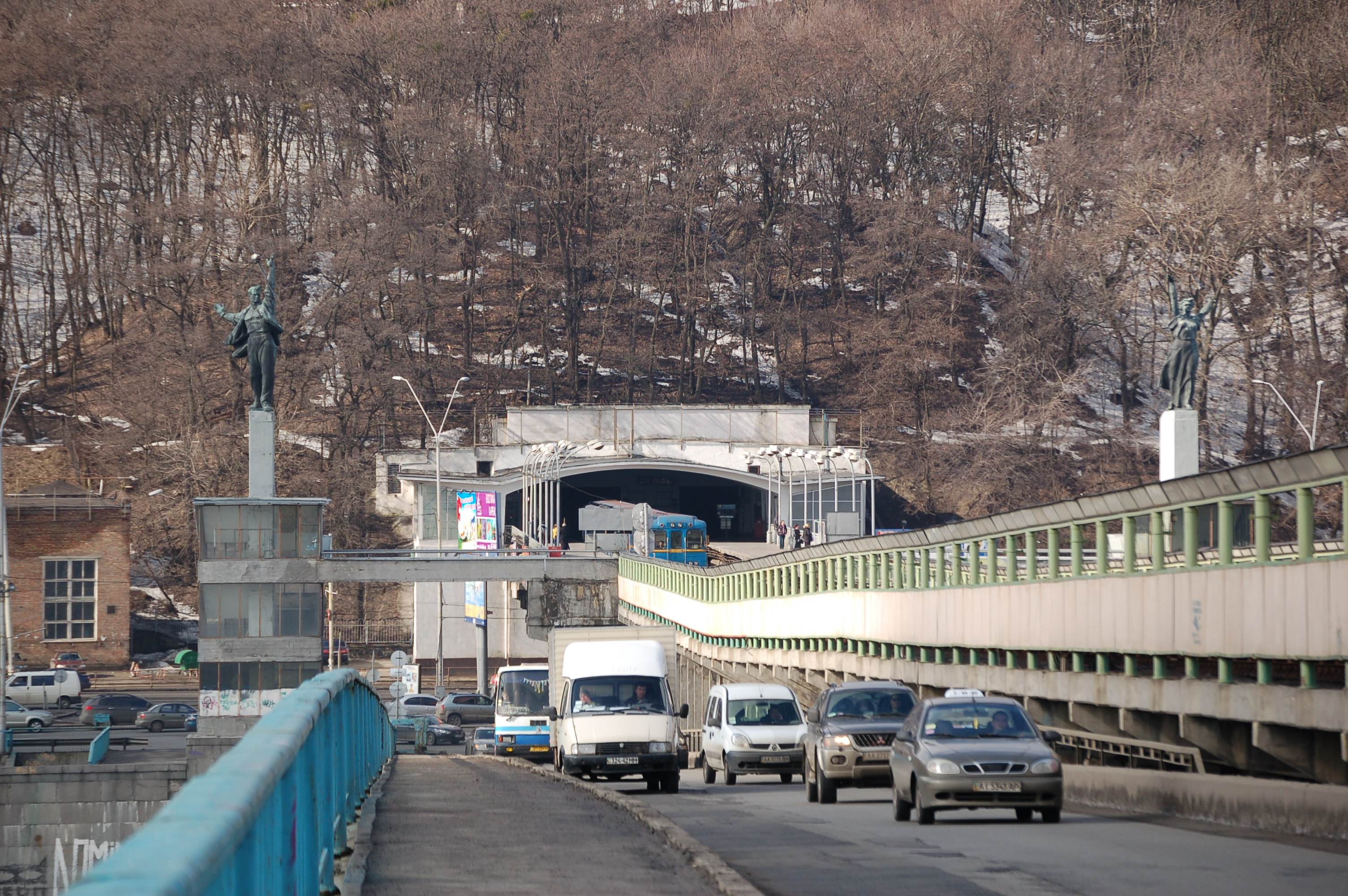
Станція метро «Дніпро»